# Honda VF 1000 F

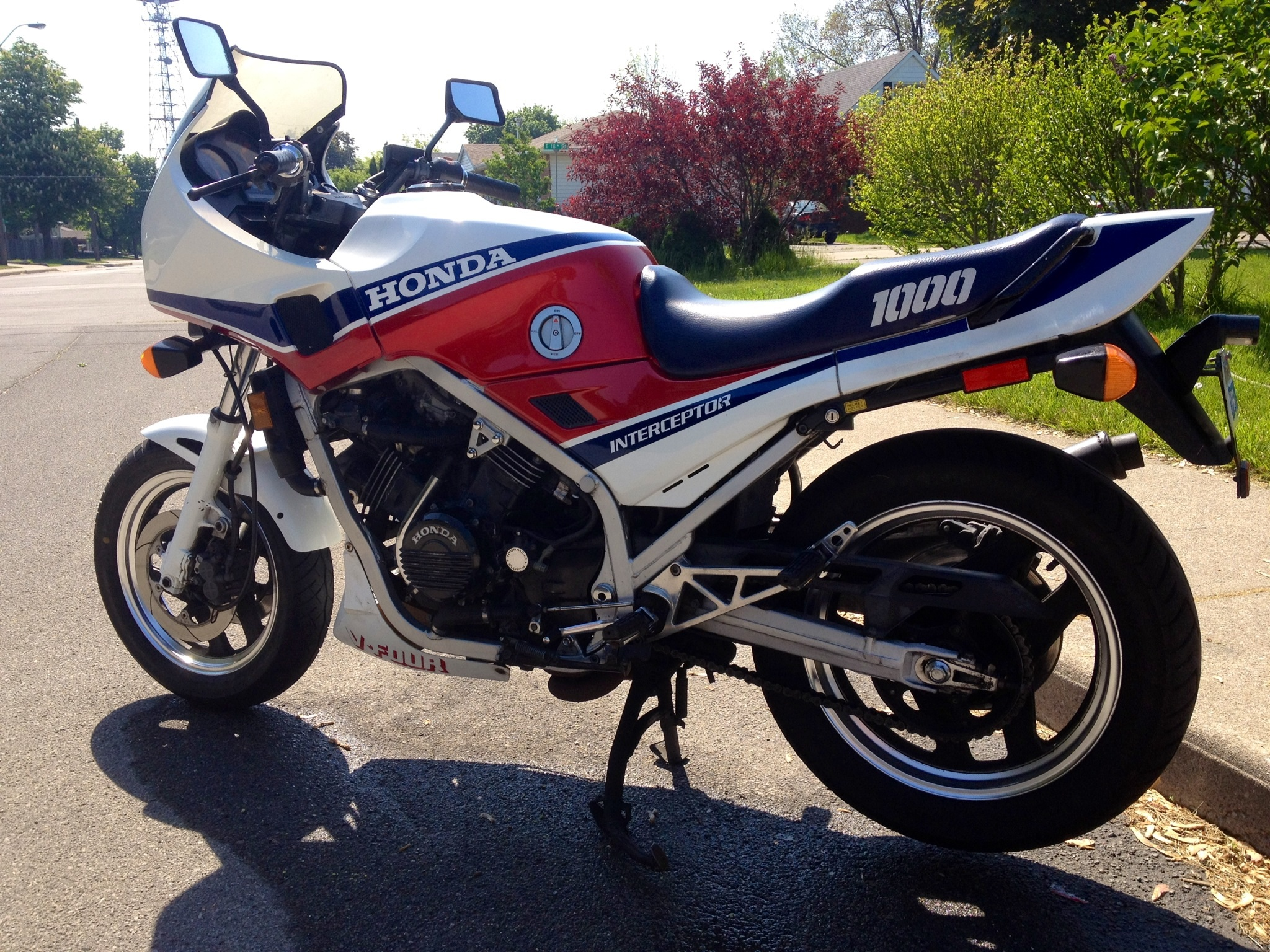
VF 1000 F Interceptor-Version (Nordamerika), 1984 mit 16-Zoll-Vorderrad, Farbe: weiß-rot

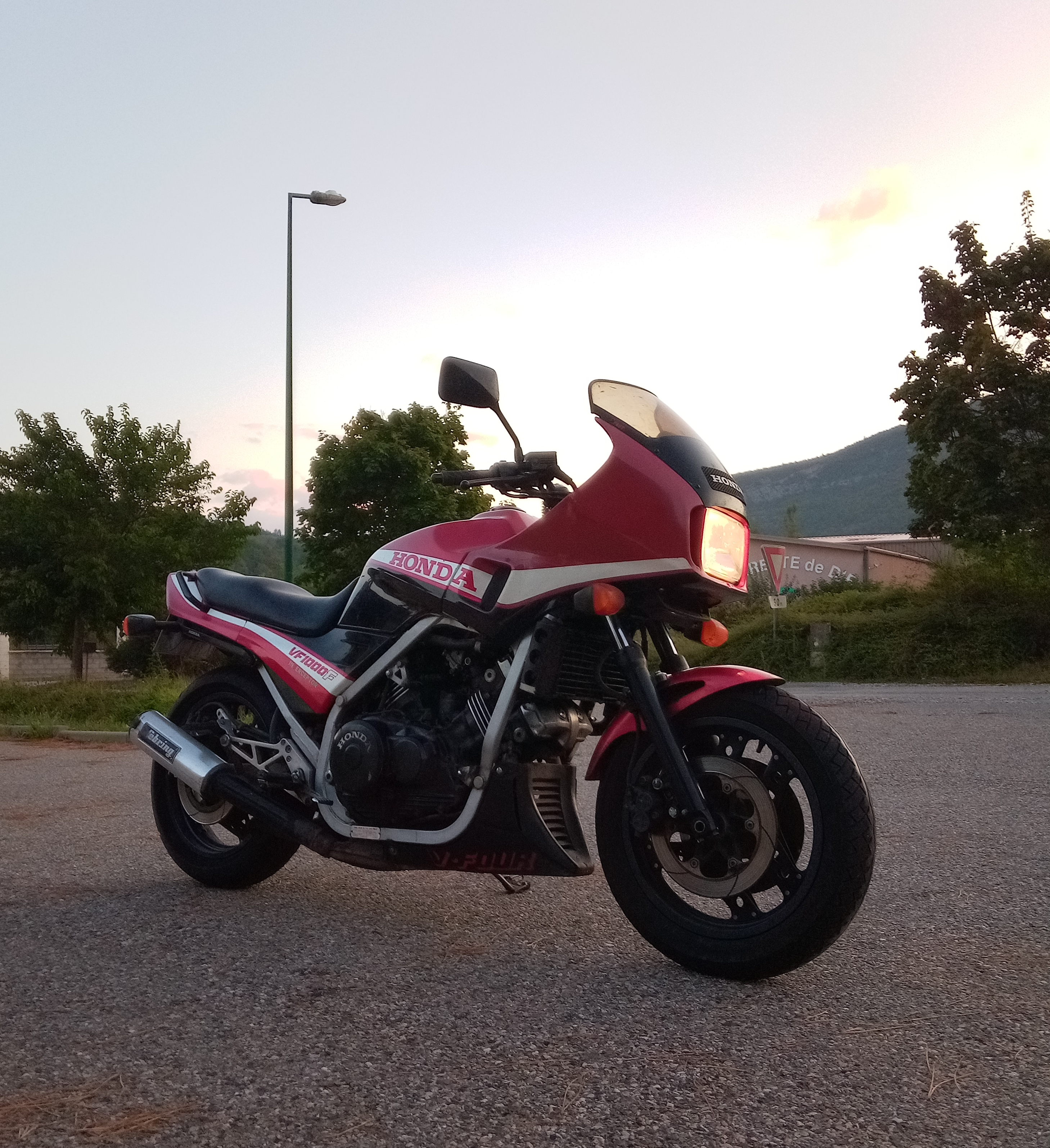
Honda VF 1000 F Interceptor, 1984 mit 16-Zoll-Vorderrad, Farbe: schwarz-rot

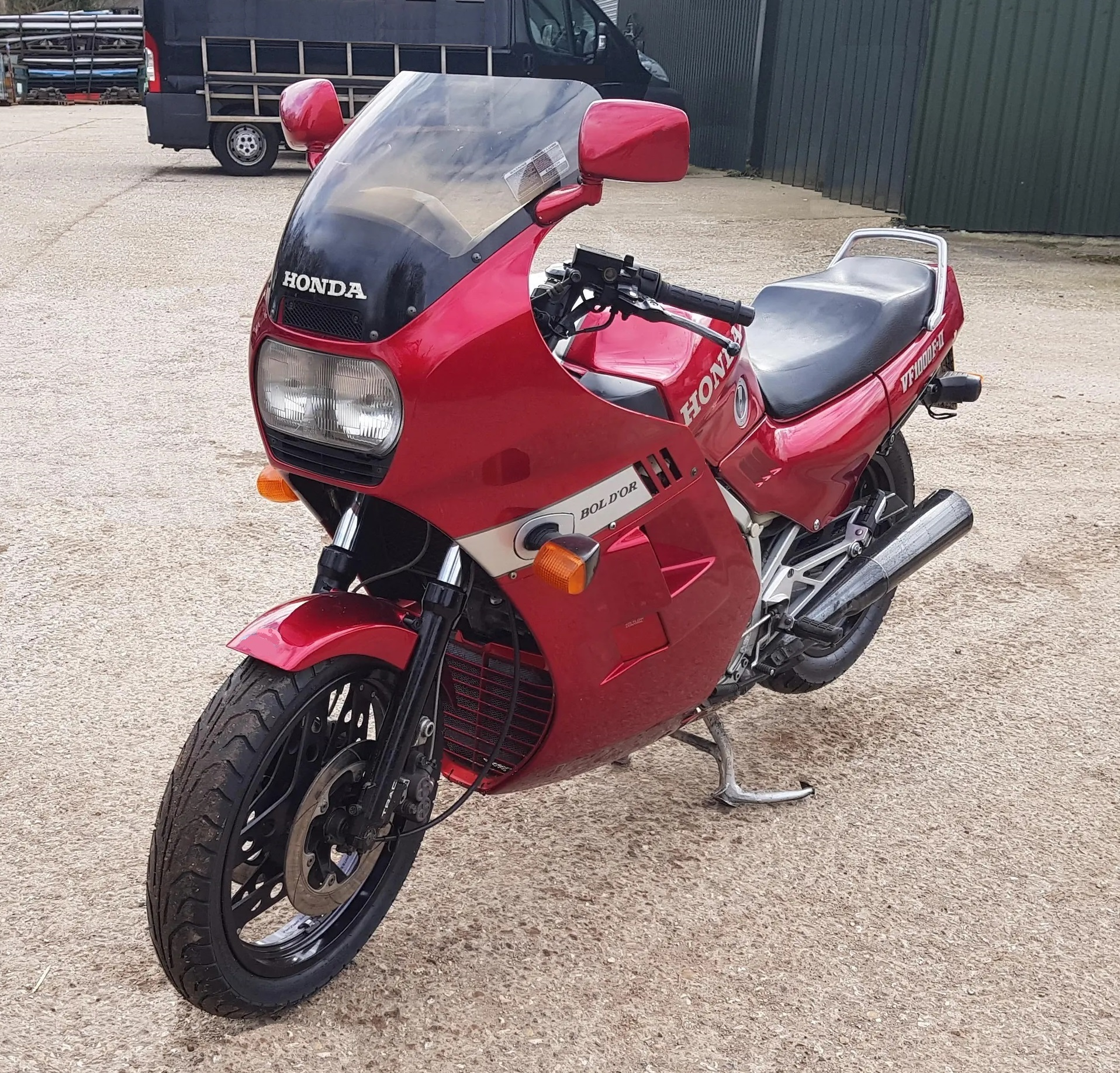
Honda VF 1000 F II Bol'dor, 1986 mit 18-Zoll-Vorderrad rot

Die VF 1000 F ist ein verkleidetes Motorrad des japanischen Fahrzeugherstellers Honda, das von 1984 bis August 1987 unter dem Werkscode SC 15 gebaut wurde. Ab März 1984 wurde es in Nordamerika verkauft; die Motorräder für diesen Markt trugen den Zusatz Interceptor.

## Technik
Der flüssigkeitsgekühlte Vierzylindermotor-V-Motor mit 998 cm³ Hubraum erbringt eine Nennleistung von 83 kW. In Deutschland wurden die angebotenen Modelle auf Grund der freiwilligen Selbstbeschränkung des offiziellen Importeurs (Honda Deutschland) mit 74 kW ausgeliefert. Längere Vergaserschieber reduzierten die Leistung. Nur die „Grau-Importe“ zum Beispiel aus den USA waren mit voller Leistung erhältlich. Der Motor hat einen Zylinderbankwinkel von 90 Grad und ist quer eingebaut. Die vier Zylinder haben eine Bohrung von 77 mm, die Kolben einen Hub von 53,6 mm bei einem Verdichtungsverhältnis von 10,5 : 1. Zwei obenliegende, kettengetriebene Nockenwellen betätigen über Gabelschlepphebel vier Ventile pro Zylinder. Der Motor hat eine Transistorzündung. Das Benzin-Luft-Gemisch wird von vier Keihin VD 82 D-Vergasern (ab 1985: 86B) bereitet.
Der Verbrauch lag bei 7,7 l/100 km.
Die 12-V-Batterie hat eine Kapazität von 16 Ah und wird von einer 350-W-Lichtmaschine geladen.
Obgleich der vierzylindrige V-Motor in der Honda-VFR-Serie zuverlässig ist und bis heute eingesetzt wird, traten bei der VF 1000 F Nockenwellenschäden (wie bei der VF 750 F / S / C) auf, so dass die VF 1000 F schon im Herbst 1984 überarbeitet wurde und im April 1985 so auf den Markt kam. Diese Maschine hatte einen zweiten Wasserkühler und eine Pumpe mit größerer Förderkapazität.
Der Motor wurde außerdem in der ähnlichen Honda VF 1000 R eingesetzt. Sein Verbrauch soll bei 6,5 l/100 km und weniger gelegen haben. Die Zeitschrift Motorrad ermittelte über 50.000 km 6,6 Liter/100 km als Durchschnittsverbrauch, bei einem Durchschnitt von 200 km/h auf der Autobahn 11,8 Liter/100 km.
Neben den Nockenwellenschäden neigten die Motoren auch zu Überhitzung. Honda Deutschland räumte dazu ein, dass die VF 1000 F ab 25 Grad Außentemperatur (VF 1000 R ab 20 Grad) kritisch würde. Diese thermischen Probleme zeigten sich dergestalt, dass zwischen 3500 und 4000/min die Maschine kein Gas annahm. Akut konnte dem Problem nur begegnet werden, indem man die Maschine abkühlen ließ. Besonders bei langsamen Überlandfahrten, im Stadtbetrieb, Kolonnenfahrten sowie in Staus wurde die Maschine so heiß, dass der Zeiger des Kühlwasserthermometers am Anschlag stand. Und wenn es dann weiterging, konnte man die Maschine nur bis 8500/min drehen, da die Motorhitze zu Dampfblasenbildung im Kraftstoffsystem führte.
Darüber hinaus hatten manche 1000-F-Motoren Schäden an der Wasserpumpe, ausgelöst durch Bearbeitungsrückstände im Kühlkreislauf.
Um das Vertrauen der Kunden zurückzugewinnen, wurden alle entstandenen Kosten übernommen und die schadhaften Teile durch verbesserte ersetzt. Es wurden folgende Maßnahmen getroffen:
- Der Thermoschalter für die Lüfter schaltete sich früher ein.
- Luftabweiser für Kühlerabwärme wurden eingebaut.
- Eine Luftschachtstabilisierung vermied das Zusammenziehen der Ansaugstutzen.

Des Weiteren wurde die Prototyp-Erprobungsstelle von Honda in Offenbach personell verstärkt, das Dauerlaufprogramm verschärft und die Entscheidungsbefugnis des Kundendienstes erweitert, nachdem es Beschwerden über Bürokratie bei Honda gegeben hatte.
In diese Richtung zielte auch eine weitere Maßnahme von Honda, dem Marktführer 1984 in Deutschland mit einem Marktanteil von 30 Prozent: Ab dem 1. Januar 1985 gewährte Honda 2 Jahre Garantie – gesetzlich gab es nur 1 Jahr Garantie – für Modelle ab 400 cm³ Hubraum, im  ersten Jahr auf die gesamte Maschine, im zweiten Jahr auf Motor, Getriebe und Kardanantrieb.
Das kippelige Fahrverhalten wurde sowohl durch Vergrößern des Vorderrad von 16 auf 18 Zoll als auch durch Verlängern des Radstandes auf 1550 mm verbessert. Zusätzlich änderte Honda den Lenkkopfwinkel von 60 Grad 30' auf 61 Grad und den Nachlauf von 98 auf 116 mm. Zudem wurde zur gleichen Zeit eine vollverkleidete Version als F II Bol d’Or präsentiert. Sie hatte auch eine Anti-Hopping-Kupplung. Die Standrohre der Teleskopgabel haben einen Durchmesser von 41 mm. Der Federweg der Vorderradgabel wurde von 155 mm auf 140 mm ab 1985 reduziert. Der Federweg hinten betrug unverändert 120 mm. Weiter wurde der Doppelschleifenrahmen aus Vierkant-Stahlrohr durch Bleche versteift, die Motorbefestigung im Bereich der vorderen Zylinderköpfe angepasst sowie eine verlängerte Schwinge und eine veränderte Hebelgeometrie für die Umlenkung des zentralen Federbeins eingeführt. Die Zugstufendämpfung ist vorn und hinten einstellbar.
Der Tank fasste 23 Liter, davon 3,5 Liter (ab 1985: 4 Liter) Reserve.
Im Jahr 1984 betrug der Verkaufspreis des Modells 12.918 DM.